# Ernest Renshaw
James Ernest Renshaw (ur. 3 stycznia 1861 w Royal Leamington Spa, zm. 2 września 1899 w Waltham St. Lawrence) – brytyjski tenisista, zwycięzca Wimbledonu w grze pojedynczej i grze podwójnej.

## Kariera tenisowa
Był bratem bliźniaczym Williama Renshawa, wspólnie z którym tworzył parę deblową dominującą na kortach Wimbledonu w latach 80. XIX wieku. Renshawowie stanowili w tym okresie także wiodącą siłę w grze pojedynczej, będąc pionierami ofensywnego użycia serwisu, woleja i smeczu. Wielokrotnie między sobą rozstrzygali walkę o tytuł na Wimbledonie – zazwyczaj zwycięsko wychodził z niej młodszy o 15 minut i nieco niższy William – a ich głównym rywalem w tym okresie był Herbert Lawford. Gry uczyli się na asfalcie szkolnego podwórka w Cheltenham.
Ernest Renshaw pięć razy walczył o mistrzostwo Wimbledonu w grze pojedynczej, w tym raz w finale turnieju pretendentów (All Comers). Obowiązywał w tym okresie regulamin, który gwarantował zwycięzcy udział w finale kolejnej edycji (challenge round), z rywalem wyłonionym w turnieju pretendentów. Kilkakrotnie zdarzało się, że ubiegłoroczny zwycięzca do rywalizacji nie stawał i wtedy tytuł przypadał triumfatorowi turnieju pretendentów. Statystycy wimbledońscy zazwyczaj traktują wówczas finały All Comers jako właściwe finały, ale można się spotkać także z formułą finałowego walkowera.
W 1882 roku Ernest Renshaw po raz pierwszy wygrał turniej pretendentów, by we właściwym finale spotkać się w broniącym tytułu bratem i przegrać w pięciu setach. Rok później w turnieju pretendentów Ernest Renshaw spotkał się z Herbertem Lawfordem i odniósł pięciosetowe zwycięstwo, chociaż rywal prowadził już w decydującej partii 5:0. Renshaw awansował następnie po raz drugi z rzędu do challenge round, ale ponownie uległ w pięciu setach bratu. W 1885 i 1886 roku Lawford zdołał pokonać Ernesta Renshawa w turnieju pretendentów. Jeszcze raz Ernest i Lawford spotkali się w finale All Comers w 1887 roku – Renshaw nie wykorzystał prowadzenia 2:1 w setach i zszedł z kortu pokonany, a rywalowi przypadł tytuł mistrzowski, gdyż William Renshaw nie przystąpił do obrony mistrzostwa.
W 1888 roku Ernest Renshaw doczekał się wreszcie swojego zwycięstwa na Wimbledonie. Wykorzystując słabszą dyspozycję brata, który przegrał z Willoughbym Hamiltonem, ponownie triumfował w turnieju pretendentów (w finale z Ernestem Lewisem) i w challenge round zmierzył się z Herbertem Lawfordem. Odniósł trzysetowe zwycięstwo, w ostatnim secie do zera. Tym samym w kolejnym roku sam przystępował do turnieju jako obrońca tytułu i w challenge round po raz kolejny spotkał się z bratem, któremu uległ 4:6, 1:6, 6:3, 0:6.
Para deblowa Renshawów, która jako pierwsza stosowała żelazną później zasadę gry podwójnej atakowania w jednej linii, odniosła łącznie siedem zwycięstw na Wimbledonie, w tym dwukrotnie na kortach Oksfordu (1880, 1881 – zwycięstwa te nie są uwzględniane w oficjalnych statystykach Wimbledonu). Liczba triumfów krótko stanowiła rekord turnieju, kilkanaście lat później po raz ósmy triumfowali inni bracia, Reginald i Lawrence Doherty.
Poza Wimbledonem Renshawowie triumfowali cztery razy w mistrzostwach Irlandii (1881, 1883, 1884, 1885). W grze pojedynczej Renshaw wygrywał ten turniej także cztery razy (1883, 1887, 1888, 1892). Podobnie jak brat był praworęczny.
Ernest Renshaw zmarł w wieku 38 lat. W 1983 roku został wpisany w poczet członków Międzynarodowej Tenisowej Galerii Sławy.

### Finały w turniejach wielkoszlemowych

#### Gra pojedyncza (1–4)
| Końcowy wynik | Nr | Data | Turniej           | Nawierzchnia | Przeciwnik      | Wynik finału            |
| ------------- | -- | ---- | ----------------- | ------------ | --------------- | ----------------------- |
| Finalista     | 1. | 1882 | Wimbledon, Londyn | Trawiasta    | William Renshaw | 1:6, 6:2, 6:4, 2:6, 2:6 |
| Finalista     | 2. | 1883 | Wimbledon, Londyn | Trawiasta    | William Renshaw | 6:2, 3:6, 3:6, 6:4, 3:6 |
| Finalista     | 3. | 1887 | Wimbledon, Londyn | Trawiasta    | Herbert Lawford | 6:1, 3:6, 6:3, 4:6, 4:6 |
| Zwycięzca     | 1. | 1888 | Wimbledon, Londyn | Trawiasta    | Herbert Lawford | 6:3, 7:5, 6:0           |
| Finalista     | 4. | 1889 | Wimbledon, Londyn | Trawiasta    | William Renshaw | 4:6, 1:6, 6:3, 0:6      |

#### Gra podwójna (5–0)
| Końcowy wynik | Nr | Data | Turniej           | Nawierzchnia | Partner         | Przeciwnicy                            | Wynik finału            |
| ------------- | -- | ---- | ----------------- | ------------ | --------------- | -------------------------------------- | ----------------------- |
| Zwycięzca     | 1. | 1884 | Wimbledon, Londyn | Trawiasta    | William Renshaw | Ernest Lewis Edward Williams           | 6:3, 6:1, 1:6, 6:4      |
| Zwycięzca     | 2. | 1885 | Wimbledon, Londyn | Trawiasta    | William Renshaw | Claude Farrer Arthur Stanley           | 6:3, 6:3, 10:8          |
| Zwycięzca     | 3. | 1886 | Wimbledon, Londyn | Trawiasta    | William Renshaw | Claude Farrer Arthur Stanley           | 6:3, 6:3, 4:6, 7:5      |
| Zwycięzca     | 4. | 1888 | Wimbledon, Londyn | Trawiasta    | William Renshaw | Patrick Bowes-Lyon Herbert Wilberforce | 2:6, 1:6, 6:3, 6:4, 6:3 |
| Zwycięzca     | 5. | 1889 | Wimbledon, Londyn | Trawiasta    | William Renshaw | Ernest Lewis George Hillyard           | 6:4, 6:4, 3:6, 0:6, 6:1 |